# Jules Ancion

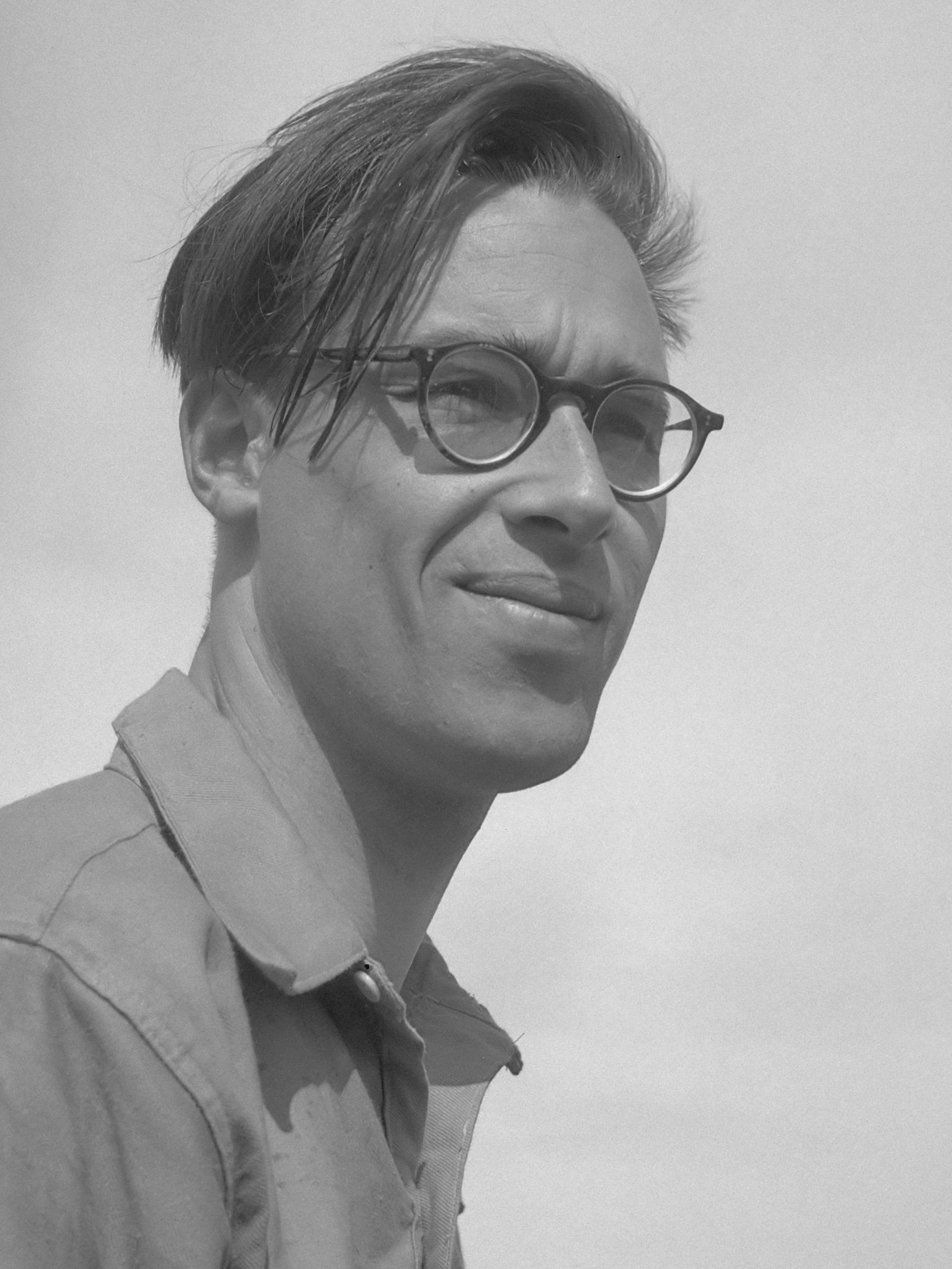
Jules Ancion (1952)

Julius „Jules“ Theodoor Ancion (* 21. August 1924 in Palembang; † 30. November 2011 in Den Haag) war ein niederländischer Hockeyspieler, der bei den Olympischen Spielen 1952 die Silbermedaille gewann.

## Karriere
Jules Ancion spielte als Mittelfeldspieler für den SV Kampong. Von 1949 bis 1954 trat er in 35 Länderspielen für die Nationalmannschaft an und erzielte sechs Tore. Ancion stand schon im erweiterten Aufgebot für die Olympischen Spiele 1948 in London, kam dort aber noch nicht zu seinem ersten Einsatz. Im Mai 1949 absolvierte er sein erstes Länderspiel gegen Irland.
Bei den Olympischen Spielen 1952 in Helsinki nahmen nur zwölf Mannschaften am Hockeyturnier teil. In der ersten Runde erhielten vier Mannschaften ein Freilos, darunter die Niederländer. Im Viertelfinale besiegten die Niederländer die deutsche Mannschaft mit 1:0. Ebenfalls mit 1:0 endete das Halbfinale gegen die pakistanische Mannschaft. Im Finale unterlagen die Niederländer der indischen Mannschaft mit 1:6. Ancion war in Helsinki in allen drei Spielen dabei. Im Oktober 1954 bestritt Ancion sein letztes Länderspiel.
Jules Ancion war der Vater des Schauspielers Thom Hoffman.